# Mikuláš Lacek
Mikuláš Lacek (11. ledna 1927 Banská Bystrica – 4. července 2008) byl vysokoškolským pedagogem a autorem odborných publikací v oblasti dopravy (zejména městské) a ekonomiky, v letech 1964–1987 byl ředitelem Dopravního podniku hl. m. Prahy.

## Životopis
Vystudoval ekonomiku řízení a průmyslu na Vysoké škole ekonomické.
V letech 1955–1964 pracoval jako obchodně-ekonomický náměstek v národním podniku České loděnice Praha.

## Činnost v DP
Funkci ředitele Dopravního podniku hl. m. Prahy zastával od 1. července 1964. S jeho nástupem začaly zásadní rekonstrukce tramvajových tratí i kabelové sítě. V letech 1971 a 1977 uskutečnil zásadní restrukturalizaci Dopravního podniku, přeměnu z polosamostatných závodů na koncern. Od roku 1971 do 14. ledna 1987 byl generálním ředitelem.
V době, kdy byl Mikuláš Lacek ředitelem Dopravního podniku hl. m. Prahy, došlo ke zrušení trolejbusové dopravy, zavádění metra a s tím spojené likvidaci tramvajových tratí v centru města. Rozšířila se též i autobusová doprava. Tehdejší ústup od elektrické trakce v povrchové dopravě byl později kritizován jako chyba.

## Pedagogická činnost
Dlouhá léta (v 70. a 80. letech) působil na Vysoké škole ekonomické v Praze. V roce 1983 jej ministr školství jmenoval docentem pro obor ekonomika dopravy a spojů.
Kolem roku 2007 působil na Vysoké škole regionálního rozvoje v Liberci, kde vyučoval předmět „regionální veřejné vztahy“  a byl členem akademické rady.

## Publikační činnost
- Seznam děl v Souborném katalogu ČR, jejichž autorem nebo tématem je Mikuláš Lacek
- Problémy rozvoje a organizace městské hromadné dopravy Praha, 1976, VŠE, fakulta výrobně ekonomická
- Základy techniky v dopravě : Doprava železniční : doprava letecká : doprava městská (spoluautoři František Remta a Josef Stříž), Praha, SPN, 1980
- Městská doprava, základy teorie a praxe. Tato třídílná publikace zčásti vychází z přednášek Mikuláše Lacka na Vysoké škole ekonomické v Praze.
  - I. díl, NADAS Praha, 1983, OD 31-047-83 07-26 (historické vymezení, základní charakteristiky, organizace a řízení městské dopravy)
  - II. díl, NADAS Praha, 1984, OD 31-056-84 07-26 (plánování městské dopravy, průzkumy)
  - III. díl, NADAS Praha, 1986, OD 31-077-86 07-26 (věcný činitel: dopravní prostředky, dopravní zařízení, dopravní cesta)
- Organizace a řízení provozu : městská doprava. Určeno pro posluchače fakulty výrobně ekonomické. Praha, SPN + VŠE, 1990, ISBN 80-7079-972-2
- Terminologie moderního hospodářství : výklad vybraných pojmů s anglickými a německými ekvivalenty. Bělá pod Bezdězem, Nakladatelství Máchova kraje, 1995, ISBN 80-901730-0-4
- Terminologie hospodářské teorie a praxe : výklad vybraných pojmů s anglickými a německými ekvivalenty. Bělá pod Bezdězem, Nakladatelství Máchova kraje, 2002, ISBN 80-901730-9-8
- Služby – významná součást národního hospodářství. Bělá pod Bezdězem, Nakladatelství Máchova kraje, 2004, ISBN 80-86800-00-8